# Die bange Nacht
Die bange Nacht ist ein deutsches Reiterlied aus dem Vormärz. Durch die Aufnahme in zahlreiche Liedersammlungen wurde es zum bekannten Soldatenlied. Anonyme Fassungen erschienen zur Zeit der Märzrevolution 1848/49 sowie 1942 im Deutsch-Sowjetischen Krieg.

## Fassungen

### Herwegh/Liszt, Herwegh/Lyra
Georg Herwegh, in die Schweiz exilierter Schriftsteller, schrieb Die bange Nacht 1841 als Reiterlied und veröffentlichte den Text in einer anonymen Druckschrift. Die erwünschte „Freiheit“ in der dritten Strophe galt als Anspielung auf die Polizeistaatsverhältnisse im damaligen Deutschen Bund. Das Buch wurde über die Grenze geschmuggelt und stieß in den regimekritisch gesinnten deutschnationalen Kreisen auf Zustimmung.
Die erste musikalische Fassung stammte von Franz Liszt aus dem Frühjahr 1842. Liszt hatte der Überlieferung zufolge „Geschmack an den feurigen Weisen“ und dem Reiterlied als „poetische(m) Meisterstück“ gefunden. Die Liszt-Fassung konnte in den folgenden Jahren in Wien aufgeführt werden. Sie löste auch Kritik an einer „fabelhaft barocken und mit Ausnahme einiger geistreichen Stellen durchaus misslungenen Composition“ aus. Justus Wilhelm Lyra versah den Text für die 1843 erschienene Sammlung Deutsche Lieder ebenfalls mit einer Melodie. Diese Fassung erschien in zahlreichen weiteren Editionen und entwickelte sich zu einem verbreiteten Soldatenlied.

### Spottfassung von Voitus
Eine zunächst anonym gebliebene Umtextung des konservativen Spötters Felix Voitus belustigte sich 1849 über die abgebrochene Reise einer Deputation aus Greifswald im November 1848 nach Berlin. Die symbolisch bewaffnete, demokratisch gesinnte Abordnung sollte eine Solidaritätsadresse an die in Berlin verbliebenen Vertreter der Preußischen Nationalversammlung überbringen, machte aber entmutigt kehrt, als sie erfuhr, dass das Tragen von Waffen in Berlin auf Grund des Belagerungszustandes verboten war.

### Antifaschistische Umtextung
Die antifaschistische Fassung eines unbekannten Autors erschien 1942 in einer illegalen Druckschrift, die den unverfänglichen Titel Das neue Soldaten-Liederbuch trug und zehn Liedparodien sowie eingestreute Antihitler-Parolen enthielt. Das offenbar in der Sowjetunion gedruckte Heft wurde mit anderen Flugblättern an der Ostfront von Flugzeugen über den deutschen Linien abgeworfen. Diese Fassung wurde durch die deutsche Folk-Gruppe Zupfgeigenhansel bekannt, die sie 1977 auf einem Album veröffentlichte.

## Texte
| 1841 (Herwegh) | 1849 (Voitus) | 1942 (anonym) |
| --- | --- | --- |
| 1. Die bange Nacht ist nun herum. Wir reiten still, wir reiten stumm, Wir reiten ins Verderben. Wie weht so scharf der Morgenwind! Frau Wirtin, noch ein Glas geschwind Vor'm Sterben, vor'm Sterben. 2. Du junges Gras, was stehst so grün? Mußt bald wie lauter Röslein blühn, Mein Blut ja soll dich färben. Den ersten Schluck ans Schwert die Hand, Den trink ich, für das Vaterland Zu sterben, zu sterben! 3. Und schnell den zweiten hinterdrein, Und der soll für die Freiheit sein Der zweite Schluck vom Herben! Dies Restchen, nun, wem bring ich’s gleich? Das Restchen dir, o römisch Reich Zum Sterben, zum Sterben! 4. Dem Liebchen — doch das Glas ist leer, Die Kugel saust, es blitzt der Speer; Bringt meinem Kind die Scherben! Auf, in den Feind wie Wetterschlag! O Reiterlust, am frühen Tag Zu sterben, zu sterben! | Die bange Nacht ist nun herum. Wir fahren still, wir fahren stumm, Und fahren in’s Verderben. Wie weht so scharf der Morgenwind! Frau Wirthin noch ein Glas geschwind Vor'm Sterben, vor'm Sterben. So klagte Jeder im Gemüth, Und horchte, was das Herz ihm rieth Zur Rettung vom Verderben, Ach! dachte mancher kühne Held, Ach! hätt’ ich mich doch nicht gestellt Zum Sterben, zum Sterben. | 1. Die bange Nacht ist nun herum, wir fahren still, wir fahren stumm. Wir fahren ins Verderben! Wie weht so frisch der Morgenwind gib her, noch einen Schluck geschwind vorm Sterben, vorm Sterben. 2. Der erste Schluck – du liebes Weib! An dich denk’ ich mit Seel' und Leib an dich und uns're Erben! Ihr Lieben, ach, es ist so schwer für Görings Bauch und Hitlers Ehr' zu sterben, zu sterben! 3. Der zweite Schluck – mein deutsches Land wie lebst du heut’ in Schmach und Schand' In Elend und Verderben! Der Reiche sauft und frißt vergnügt doch unser armes Deutschland liegt im Sterben, im Sterben! 4. Der dritte Schluck – ich sag' es laut: Dreht die Kanonen um und haut das Hitlerreich in Scherben! Wenn wir vom Feind das Land befrei’n, dann soll’s uns eine Ehre sein zu sterben! |

## Varianten
Herweghs Titel wurde oft zu Die lange Nacht verändert. Das Zitat „Die lange Nacht ist nun herum. Wir fahren still, wir fahren stumm, wir fahren ins Verderben“ ist im 1934 erschienenen Roman Die Zeit stirbt des Schriftstellers Georg Hermann enthalten. Sein jüdischer Protagonist Fritz Eisner, der mit seiner Familie vom Land nach Berlin zieht, sagt diese Worte bei der Einfahrt ihres Zuges nach Berlin.